# الفواكه (مسلسل)
الفواكه مسلسل رسوم متحركة إسباني من إنتاج شركة أفلام دي أوكون للإنتاج . تم عرض المسلسل لأول مره في 1 نوفمبر 1987 واستمر حتى 1 نوفمبر 1989 . تم دبلجة المسلسل للغة العربية.

## روابط خارجية
- الفواكه على موقع IMDb (الإنجليزية)
- الفواكه على موقع فيلمافينيتي (الإسبانية)
- الفواكه على موقع كينوبويسك (الروسية)
- الفواكه على موقع قاعدة بيانات الفيلم (الإنجليزية)
- http://www.docon.es/
- http://www.docon.es/fruittis/inicio.htm
- http://www.planete-jeunesse.com/sources/series.php3?cle=1385
- http://uk.youtube.com/watch?v=YtJi1tw7fGk
- http://www.imdb.com/title/tt0856136/
- http://www.zonadvd.com/modules.php?name=News&file=article&sid=7342